# Profesor Unrat
Profesor Unrat (niem. Professor Unrat oder Das Ende eines Tyrannen) – to powieść niemieckiego pisarza Heinricha Manna napisana w 1904 roku i opublikowana rok później.

## Opis fabuły
57-letni nauczyciel gimnazjalny Raat żyje samotnie, z dala od społeczeństwa. Jest wdowcem i rozstał się ze swym synem, gdy ten czterokrotnie nie zdołał zdać wymaganych egzaminów i był widywany w towarzystwie różnych niezamężnych kobiet. Jednak Raat jako profesor to żyjąca legenda. Niemal każdy członek rodzin żyjących w mieście był niegdyś jego uczniem. Nadany mu przydomek Unrat nadszarpuje jednak znacząco jego reputację. Odbiera on to jako atak na jego osobę i oznakę braku szacunku. Każdy dzień w szkole jest dla niego dniem walki, uczniowie są jego wrogami, których stara się zwalczać wszystkimi dostępnymi środkami. I tak, by karać wychowanków, zadaje im przykładowo zadania, których nie są w stanie rozwiązać.
Jednak w osobie 17-letniego syna konsula Lohmanna profesor ma wyjątkowo mocnego przeciwnika. Jest inteligentny, skrzętnie unika kar Raata i wie, jak doprowadzać nauczyciela do furii. Profesor odkrywa w jego zeszycie wiersz zatytułowany W hołdzie wspaniałej artystce Rosie Fröhlich.
By więc ostatecznie doprowadzić do upadku Lohmanna, Raat udaje się w poszukiwania za ową kobietą. U Błękitnego anioła dostrzega zapowiedź występu Rosie Fröhlich. Pod pozorem szukania uczniów, wchodzi więc do środka gospody, gdzie zdarzają mu się różne niezręczności, tak iż wzrok jego uczniów skupia się bezpośrednio na nim. Profesor ucieka szybko do innego pomieszczenia i staje tuż przed Rosą. Mimo iż zaczyna ją instruować, że ta powinna zaprzestać uwodzenia jego uczniów i wzywa ją do opuszczenia miasta, artystka broni go przed jej współpracownikami i oferuje lampkę wina. Wpływ, jaki kobieta miała na wychowanków Raata, udziela się także jemu.
Następnego dnia w szkole jest zawieszenie broni. Raat obawia się, że jego uczniowie wystawią go na pośmiewisko przed całą klasą, a ci z kolei boją się, że zostaną wezwani do dyrekcji. Po zajęciach Raat stara się odwiedzić artystkę nim zrobią to jego wychowankowie. Nie jest on w stanie znieść faktu, że wysyłają jej wino, szampana i kwiaty. Rosie udaje się jednak zauroczyć profesora. Tłumaczy mu, że wyrzuciła wszystkie podarunki i prosi go, by ten pomógł jej w zmianie stroju. Raat jest nią coraz bardziej pochłonięty. Spełnia jej wszystkie życzenia, kupuje drogie dania w restauracji, nowe ubrania i zapewnia umeblowane mieszkanie. Rosie stara się trzymać z daleka od jego uczniów, wyrzuca też z garderoby kapitana statku, gdy ten przychodzi z wizytą.
Raat zamartwia się w coraz większym stopniu o jego reputację w oczach innych ludzi. Jednak ani jego gospodyni, która skarży się na wizyty Rosy, ani też napomnienia dyrektora szkoły nie robią na profesorze dużego wrażenia. Broni on nawet honoru artystki, gdy ta zostaje oskarżona, wraz z jednym z uczniów, o profanację grobu. Dopiero gdy przyznaje się ona do uczestnictwa w występku, wycofuje się zdruzgotany ze swych twierdzeń i zostaje zwolniony ze szkoły.
Gdy pastor występuje przeciw Rosie, Raat staje ponownie w jej obronie i poszukuje jej z zamiarem oświadczyn. Nie waha się także, gdy ta przyznaje, że ma córkę.
Po dwóch latach małżeństwa oboje są na skraju finansowej ruiny. Przyjaciółka Rosy radzi mu, by ten zaczął udzielać lekcji. Te jednak szybko przeobrażają się w spotkania z udziałem różnych mężczyzn z całego miasta, Rosie dyskretnie służy im pomocą.
Na końcu Lohmann ponownie wkracza w życie Raata. Rosie spotyka go w mieście i zaprasza do mieszkania. Ten oferuje jej spłatę wszystkich długów i pozostawia na stole portfel. Gdy Rosie zaczyna jeszcze deklamować wiersz napisany przez ucznia, zazdrosny Raat wbiega z sąsiedniego pokoju i próbuje ją udusić. Następnie zabiera portfel i opuszcza mieszkanie. Niedługo potem małżeństwo zostaje aresztowane, a profesor staje się przedmiotem pośmiewiska w mieście.

## Tło
Książka została napisana w ciągu kilku miesięcy 1904 i ukazała się rok później. W mieście rodzinnym Manna, Lubece, jej publikacja została przemilczana, a gdy nie przyniosło to spodziewanych efektów, na dzieło wylała się lawina ostrej krytyki. Książka była także przez pewien czas zakazana.
Dzięki wielu tłumaczeniom oraz filmowi Błękitny anioł z udziałem Marleny Dietrich powieść stała się sławna na całym świecie. Wielu dostrzegało w sylwetce profesora Unrata karykaturę niemieckiego systemu kształcenia epoki rządów Wilhelma II. Mann, przedstawiając podwójną moralność mieszczaństwa, stworzył dokument o niemieckiej mentalności z okresu sprzed wybuchu I wojny światowej.

## Analiza
Heinrich Mann bierze w książce pod lupę aspekt metod wychowania z początku XX wieku. Młodych ludzi uczono respektu przed dorosłymi, posłuszeństwa i przestrzegania srogich reguł. Był to jednak system bardzo wątpliwy, co widać na przykładzie profesora Unrata. Wykorzystuje on każdą okazję, by doprowadzić jego podopiecznych do porządku. Zamyka ich w garderobie klasowej i zadaje im pytania, na które wie, że nie znają odpowiedzi. Każda oznaka braku szacunku jest przez niego surowo karana. Taki sposób kształcenia zabija w uczniach wszelką indywidualność, gdyż każdy z nich podlega tym samym regułom i nakazom.
Powieść to polityczna satyra i psychologiczne studium jednostki, która sprzeciwia się przejrzanym przez nią mechanizmom społecznym. Stosunek Raata do uczniów jest, w politycznym kontekście bliski szowinizmowi, jest to też postawa autorytarna. Jego tyrańskie podejście do klasy i niesprawiedliwe ocenianie to oznaka wewnętrznej bezsilności i świadectwo kompleksu niższości.
Mann krytykuje rozpad społeczeństwa mieszczańskiego pod rządami Wilhelma II i tematyzuje aspekty ówczesnego imperializmu. Autor kierował się otwarcie przeciwko narodowemu socjalizmowi i reprezentował światopogląd demokratyczny. W książce są ukazane konflikty między władzą a miłością, ale także stosunek między osobą tyrana i jego podwładnymi. Północnoniemieckie miasto z książki to rodzinne miasto autora Lubeka, choć nie jest ona bezpośrednio nazwana w tekście.
Wydanie książki z 1905 roku (nakład 2.000 egzemplarzy) nie było sukcesem Manna. Nawet brat Thomas nie szczędził Heinrichowi słów krytyki, określając jego dzieło jako swawolne i słabe. Rozgłos powieści przyniosła dopiero produkcja Josefa von Sternberga Błękitny anioł.

## Ekranizacje
- 1930 – Błękitny anioł (Der blaue Engel) – reż.: Josef von Sternberg; występują: Emil Jannings i Marlene Dietrich
- 1959 – Błękitny anioł (The Blue Angel) – reż: Edward Dmytryk; występują Curd Jürgens i May Britt
- 1973 – Anjo Loiro – (wersja brazylijska)